# Фридланд (линейный корабль)
«Фридланд» (фр. Friedland) — 118-ти пушечный парусный линейный корабль Французского флота.

## История строительства
Киль был заложен на судоверфи Шербура 1 мая 1812 года и кораблю было дано название Inflexible. Ещё в ходе строительства был переименован в «Фридланд» в память о победе Французской армии в Битве под городом Фридланд (теперь Правдинск в Калининградской области России).
После реставрации династии Бурбонов в 1814 году строящийся корабль был переименован в Duc de Bordeaux, а в так называемый период Ста дней (20 марта — 22 июня 1815), вторичного правления императора Наполеона I после его бегства из ссылки на острове Эльба, на короткое время ему было возвращено прежнее имя «Фридланд».
После поражения армии Наполеона в битве при Ватерлоо и последовавшим за этим его вторичным отречением от престола, строящийся корабль вновь нарекли Duc de Bordeaux. 9 октября 1830 года, после Июльской революции, кораблю опять вернули его название «Фридланд», на этот раз окончательно.
Корабль введён в эксплуатацию 1840 году.

## Служба
Был выведен из эксплуатации в 1852 году, но возвращён — в 1853 году.
Задействован в кампаниях Крымской войны 1854 и 1855 гг. в составе англо-французской эскадры.
В 1857 году было принято решение о переоборудовании корабля в торговое судно, для чего были начаты работы по монтажу парового двигателя, прерванные в феврале 1858 года. Причиной приостановки работ была необходимость переустановить паровой двигатель с «Фридланда» на корабль Turenne.
Корабль был выведен из эксплуатации 31 декабря 1864 года, а с марта 1865 года использовался как плавучая казарма в порту Тулона.